# Eleutherodactylus simulans
Eleutherodactylus simulans är en groddjursart som beskrevs av Díaz och Ansel Fong G. 200. Eleutherodactylus simulans ingår i släktet Eleutherodactylus och familjen Eleutherodactylidae. IUCN kategoriserar arten globalt som starkt hotad. Inga underarter finns listade i Catalogue of Life.